# Donetammenahalli, Molakalmuru
Donetammenahalli là một làng thuộc tehsil Molakalmuru, huyện Chitradurga, bang Karnataka, Ấn Độ.